# Company Man
Company Man es una comedia filmada en el año 2000, escrita y dirigida por Peter Askin y  Douglas McGrath. Las estrellas del film son Douglas McGrath, Sigourney Weaver, John Turturro, Ryan Phillippe, Alan Cumming, Anthony LaPaglia con Woody Allen y Denis Leary como el "Oficial Fry". Bill Murray hizo un cameo en la película, pero su actuación fue eliminada.

## Trama
En los años 60, Alan Quimp es un profesor de escuela de gramática inglesa, casado con una mujer muy exigente, Daisy Quimp. Para evitar las continuas burlas de la familia de Daisy, Alan finge ser un agente secreto de la CIA. Daisy se lo cuenta a todo el mundo y la CIA se da cuenta del engaño pero, debido a una coincidencia, Alan ayuda y oculta al bailarín ruso profesional Petrov que quiere huir de Rusia. La CIA decide contratar a Alan como agente, para llevarse los méritos del rescate de Petrov en los EE. UU., e inmediatamente deciden enviarle a un lugar muy tranquilo, Cuba.

## Recaudación
De acuerdo con los datos de la IMDb, el presupuesto de la película fue de 16 millones de dólares, mientras que solo recaudó 146.028 dólares en EE. UU.